# Karibikspecht

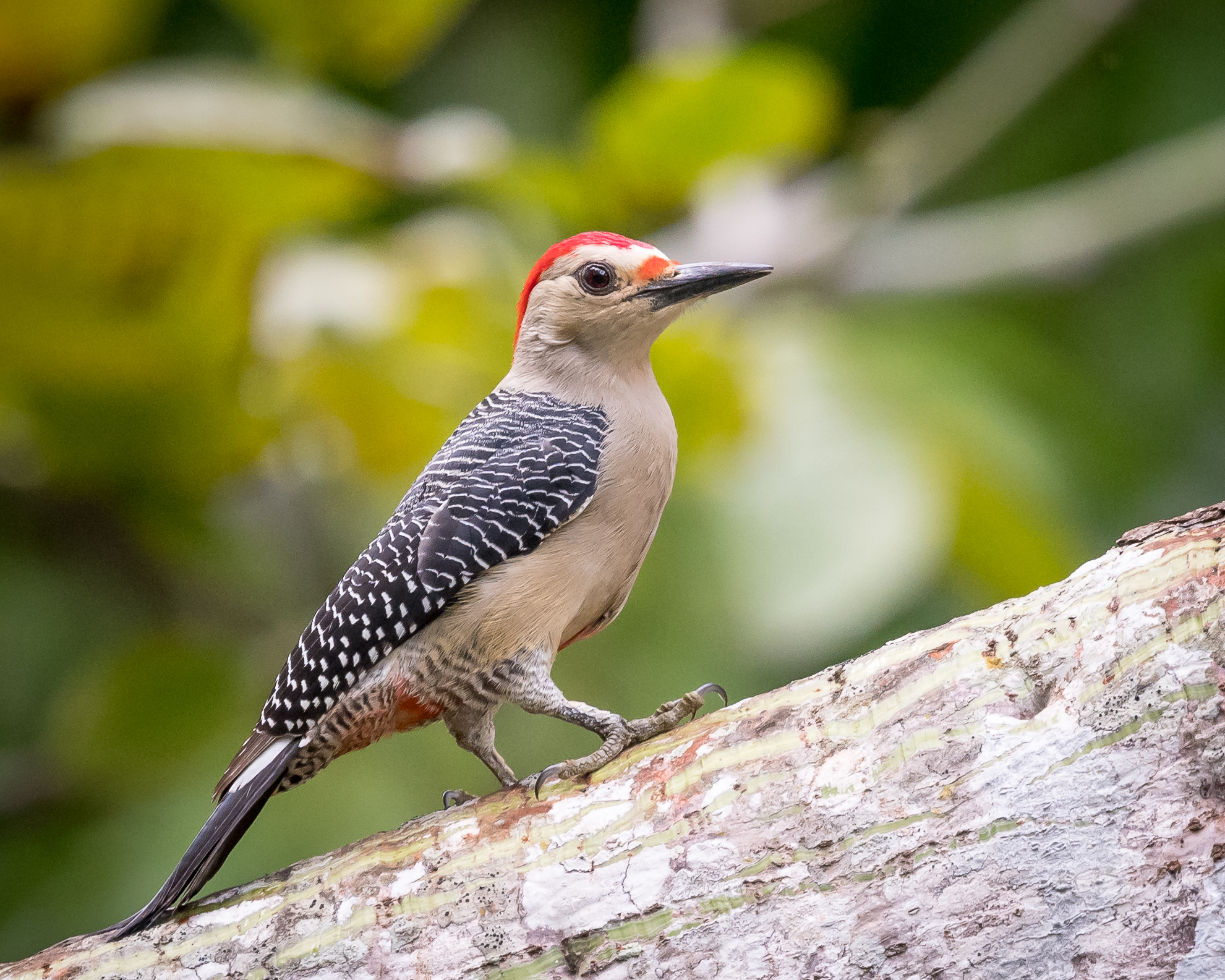
Karibikspecht in Mexiko

Der Karibikspecht (Melanerpes santacruzi) ist eine Spechtart aus der Gattung Melanerpes innerhalb der Unterfamilie der Echten Spechte (Picinae).
Die Art wurde im Jahre 2009 als eigenständig vom Goldstirnspecht (Melanerpes aurifrons) abgetrennt, so IOC und die „Deutschen Namen der Vögel der Erde“, anders jedoch die American Ornithological Society. Hier wird die Art als konspezifisch mit dem Goldstirnspecht angesehen und dann als Melanerpes aurifrons santacruzi bezeichnet.
Der Vogel ist endemisch in Südmexiko und angrenzenden Teilen Mittelamerikas.
Das Artepitheton bezieht sich auf „Santa Cruz“ (ohne nähere Zuordnung).

## Geografische Variation
Es werden folgende Unterarten anerkannt:
- M. s. polygrammus (Cabanis, 1862), – Oaxaca bis Chiapas
- M. s. grateloupensis (Lesson, 1839), – Tamaulipas bis Puebla und Veracruz
- M. s. veraecrucis Nelson, 1900, – Veracruz bis Nordguatemala[7]
- M. s. dubius (Cabot S., 1844), – Yucatán bis Belize und Nordostguatemala
- M. s. leei (Ridgway, 1885), – Cozumel
- M. s. santacruzi (Bonaparte, 1838), Nominatform, – Chiapas bis Nordnicaragua
- M. s. hughlandi Dickerman, 1987, – Guatemala
- M. s. pauper (Ridgway, 1888), – Nordhonduras
- M. s. turneffensis (Russell, 1963), – Turneffe
- M. s. insulanus (Bond, J, 1936), – Utila
- M. s. canescens (Salvin, 1889), – Roatán und Barburat

## Gefährdungssituation
Die Gefährdungssituation ist bislang nicht untersucht.